# Mustafa Üstündağ (homme politique)
Mustafa Üstündağ né en 1933 à Seydişehir et mort le 30 juin 1983 sur l'autoroute à Ulukışla-Konya, est un homme politique turc.
Diplômé de l'Institut d'Éducation de Gazi à Ankara. Il termine ses études supérieur à l'Université du Wisconsin. Il travaille comme chargé de cours dans la faculté des sciences administratives d'Université Hacettepe. Il est député de Konya (1969-1980), ministre de l'éducation au gouvernement Ecevit I, ministre de l'éducation et de la culture au gouvernement Ecevit II. Il est le secrétaire général du CHP (1978-1981) et président par intérim (1980-1981) Il mort dans un accident de la route en 1983.